# 大平措
大平措（1944年—），男，藏族，西藏班戈县人，中国业余登山运动员，国家级运动健将，中国共产党党员。

## 生平
1965年4月，大平措参加登山集训。1966年5月，在珠穆朗玛峰训练时，攀登至海拔7450米高度。1967年3月，在西藏军区当战士。1974年，被借调到中国国家登山队参加集训。
1975年，有关部门组织珠峰登山队。同年5月27日，18人分为两个梯队，进行第三次冲顶。14时30分，大平措、索南罗布、罗则、侯生福、桑珠、贡嘎巴桑、次仁多吉、阿布钦、潘多（女）从北坡成功登顶珠穆朗玛峰，被称为珠峰九勇士。1978年，大平措荣获体育运动荣誉奖章一枚。1986年，获授“国家级运动健将”称号。
1978年，转业至西藏自治区交通厅汽车修配厂担任保卫科长。1990年，调到拉萨啤酒厂负责保卫工作。1996年退休。